# Janusz Paliwoda
Janusz Paliwoda (ur. 1972 w Białymstoku) – polski pisarz, prozaik, poeta, dziennikarz i nauczyciel języka polskiego. Współzałożyciel Grupy Literackiej Eterna.

## Życiorys
Absolwent filologii polskiej na Uniwersytecie Białostockim z 1998 r. Jako poeta debiutował na łamach pisma kulturalno-poetyckiego „Witraże”, publikuje w „Kartkach” i „Epei”. W 2001 r. uzyskał wyróżnienie w Ogólnopolskim Konkursie Poetyckim im. ks. Jerzego Popiełuszki. Jako dziennikarz zajmuje się recenzowaniem książek, płyt i filmów, a także jest autorem wywiadów publikowanych między innymi w miesięczniku „Lampa”, internetowym dwutygodniku kulturalnym „ArtPapier” oraz internetowym serwisie informacyjnym Wiadomosci24.pl
Pracował jako nauczyciel kontraktowy języka polskiego, między innymi w gimnazjum w Wasilkowie, przez osiem miesięcy w 2001 r. W 2003 r. debiutował jako pisarz kontrowersyjną powieścią pt. Joint traktującą o realiach polskiego nauczania, a także uzależnieniach, seksie, przemocy i patologiach w środowisku uczniowskim. Zwolniony w 2004 r., po jednym dniu pracy w gimnazjum w Wasilkowie (pracować miał przez kilka miesięcy w ramach zastępstwa) z uwagi na swoją książkę. Według dyrektorki gimnazjum, Barbary Borkowskiej książka – „jest obsceniczna, strasznie wulgarna”, a o autorze mówi, iż „nauczyciel nie powinien tak pisać”. Sam Janusz Paliwoda o swojej książce mówi iż „rzeczywistość szkolna tam przedstawiona jest przerysowana. To szkolny horror, dobrze, że nieprawdziwy. Ale przecież ciągle mamy doniesienia o tym, co uczniowie wyrabiają w szkole, tamę przerwała sprawa toruńska. Napisałem tę książkę jako przestrogę i protest. Chciałem, żeby była bulwersująca i żeby wywołała dyskusję o szkole w Polsce, bo dzieje się w niej coraz gorzej”.
Od 2005 r. mieszka wraz z żoną w Warszawie.